# Золотоношка (река)
Золотоношка (укр. Золотоношка) — левый приток Днепра, протекающий по Золотоношскому району (Черкасская область, Украина). Относится к бассейну Чёрного моря.

## География
Длина — 88, 97,3 км. Площадь водосборного бассейна — 1260, 1077 км². Изначально, в 1957 году, длина реки составляла 92 км. Уклон 0,4 м/км. Скорость течения — 0,1. Русло реки в приустьевой части (возле села Чеховка) находится на высоте 78,7 м над уровнем моря, в среднем течении (водохранилище возле посёлка Ашановка) — 102,1 м. В 1960—1970-е годы в бассейне реки проводились мелиоративные работы по торфодобыче, при этом река была осушена, а затем вновь обводнена, что привело к снижению уровня воды, а затем — к заиливанию русла и заболачиванию поймы. С 1944 года на реке возле Золотоноши действует гидрологический пост.
Русло слабоизвилистое, в нижнем течении шириной 12 м и глубиной 1,9-2 м, в верхнем течении соответственно 3-5 м и 1,4-2,1 м, в верхнем и среднем течениях местами пересыхает. На реке созданы пруды и водохранилища. Долина корытообразная, шириной до 4 км и глубиной до 25 м. Долина заторфована. Берега залужены и залесены. Пойма шириной 400 м, частично заболоченная с луговой или тростниковой растительностью. Питание снеговое и дождевое. Замерзает в декабре, тает в начале марта; ледостав неустойчив. Сток урегулирован каскадом прудов на реке. Используется для технического и сельскохозяйственного водоснабжения, рыбоводства.
Берёт начало в заболоченной балке с группой прудов, что между сёлами Бырловка и Золотоношка. Река течёт на юг, в нижнем течении — юго-восток. Река впадает в придамбовый канал, откуда возле села Чеховка насосной станцией перекачивается в Кременчугское водохранилище Днепра на 672-км от её устья. Изначально (до заполнения Кременчугского водохранилища) река впадала в Днепр на 697-км от её устья.
Реку между сёлами Антиповка и Мицаловка пересекает магистральный газопровод Уренгой — Помары — Ужгород.
Притоки (от истока до устья): Кривоносовка, Крапивная, канал Деньга, Сухая Згарь (Сухазгарь).
Населённые пункты на реке (от истока до устья):
1. Перше Травня
2. Золотоношка
3. Крыштоповка
4. пгт Драбов
5. Михайловка
6. Павловщина
7. Великий Хутор
8. Рождественское
9. Львовка
10. посёлок Ашановка
11. Скориковка
12. Маркизовка
13. Драбовцы
14. Сеньковцы
15. Ковтуны
16. Мицаловка
17. Антиповка
18. город Золотоноша
19. Снегуровка
20. Благодатное (Чапаевка)
21. Чеховка

В долине реки созданы природоохранные объекты: Заплавский заказник, заказник Витовое, заповедное урочище Бакаевское.

## Экологическое состояние
С 2009 года река Золотоношка находится в крайне неудовлетворительном экологическом состоянии. Причиной является загрязнение вод реки неочищенными стоками очистных сооружений города Золотоноша.